# Muséum Emmanuel-Liais
Le muséum Emmanuel-Liais est un musée d'histoire naturelle situé en France sur le territoire de la commune de Cherbourg-en-Cotentin, dans le département de la Manche, en région Normandie.

## Historique
Ce muséum est labellisé musée de France et il fait partie des musées municipaux. En 2010, la conservatrice est Louise Le Gall.
Il est fermé pour rénovation depuis 2020.

## Collections
Le musée rassemble des collections de botanique, de zoologie, d’histoire naturelle, d’ethnographie et d’anthropologie. Il doit son nom au botaniste et astronome cherbourgeois, Emmanuel Liais.

## Fréquentation
| 2001  | 2002  | 2003   | 2004   | 2005   | 2006   | 2007   | 2008   | 2009   | 2010   | 2011   | 2012   | 2013   | 2014   |
| ----- | ----- | ------ | ------ | ------ | ------ | ------ | ------ | ------ | ------ | ------ | ------ | ------ | ------ |
| 6 510 | 6 743 | 18 053 | 20 418 | 18 393 | 22 567 | 22 480 | 22 524 | 20 860 | 15 312 | 19 268 | 15 284 | 13 443 | 12 759 |

### Articles liés
- Emmanuel Liais
- Cherbourg-Octeville